# Паси, Шарль
Шарль Паси — французский певец, музыкант и автор песен в жанре блюз, джаз, рок и этнической музыки.

## Биография
Паси франко-итальянец. Он впервые выступил в возрасте 17 лет в хоре, исполняющем госпел. После обучения в Джазовой школе Сент-Луиса в Риме, Парижской джазовой школе CIM и Школе современной музыки в парижском Атла, он отправился в тур и выступал на различных джазовых и блюзовых фестивалях. Он работал с различными артистами, такими как Карла Бруни (которую он сопровождал в туре), гитарист Антуан Холлер, K-Led Ba'sam и Siân Pottok.
Шарль Паси сочиняет свои собственные песни. Он появился в фильме «Actrices» (2007) Валерии Бруни-Тедески как человек с губной гармоникой и принял участие в создании музыки к фильму, также участвовал в фильме «Cinéman» Яна Мойкса.
Благодаря своему первому альбому «Mainly Blue» (2006) он был приглашён на Memphis Blues World Challenge, где прошёл в финал.
Во втором альбоме «Uncaged», выпущенном в парижской студии LDC, играет саксофонист Арчи Шепп, например, в «Better With Butter».
В 2015 году он стал первым французским певцом, подписавшим контракт с известным американским лейблом Blue Note.

## Дискография
- 2006 : Mainly Blue
- 2011 : Uncaged
- 2014 : Sometimes Awake
- 2017 : Bricks
- 2020 : Zebra